# Inés Lombardi
Inés Lombardi (* 1958 in São Paulo) ist eine österreichische Künstlerin (Foto, Installations- und Objektkunst) brasilianischer Herkunft.

## Leben
Von 1978 bis 1980 studierte sie an der Kunstakademie São Paulo und hielt sich 1979/1980 zu Studienzwecken in London auf. Seit 1980 lebt sie in Wien. Dort studierte sie von 1980 bis 1986 an der damaligen Hochschule für Angewandte Kunst bei Maria Lassnig.
Inés Lombardi ist Mitglied der Vereinigung Bildender KünstlerInnen und der Wiener Secession (seit 1989).
Charakteristisch für ihre Werke ist der Einsatz von Fotografien, Videos und Skulpturen. Diese Medien setzt sie in Beziehung zueinander und behandelt dabei Fragestellungen der menschlichen Wahrnehmung.
Im Jahr 2000 begann Lombardi an einem umfangreichen Projekt zum Thema Flusslandschaften zu arbeiten, in dessen Verlauf sie mit einem Tanker von Rotterdam bis ins Schwarze Meer fuhr. Dabei entstanden fast 4000 Fotografien sowie Videos, welche sie später zum Teil in Installationen verarbeitete.

## Werke (Auswahl)
- Travelogue, 1995

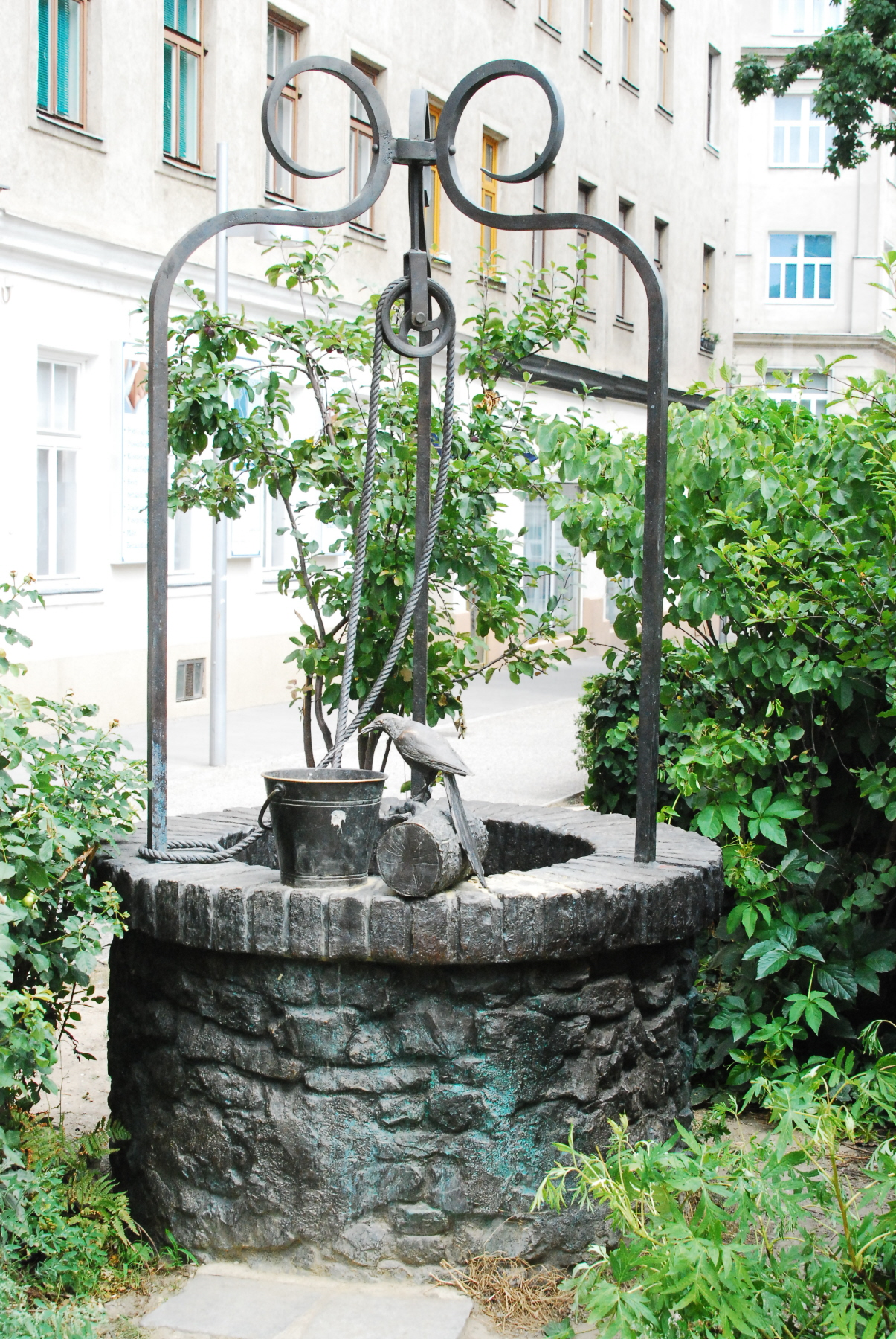
Garten mit Brunnen auf dem Zimmermannplatz, Wien

- Overlapping Matters, 16-teilige Installation basierend auf Reise-Videomaterial, 2005
- Garten mit Brunnen, Installation, Bronze, 2009, Zimmermannplatz, Wien[2]
- Past Present - Close and Distant, Raumkonstruktion, Umgestaltung des Hauptraums der Wiener Secession in einen Garten mit Hilfe von Fotografien zweier Gartenanlagen von Roberto Burle Marx, 2011

## Ausstellungen
Seit 1988 ist sie in zahlreichen Einzel- und Gruppenausstellungen im In- und Ausland vertreten, unter anderen:
- 1988: Künstlerhaus Graz
- 1989: Wiener Secession
- 1992: Inés Lombardi, Neue Galerie Graz
- 1995: Inés Lombardi, Museum Moderner Kunst Stiftung Ludwig Wien (MUMOK); Palais Liechtenstein, Wien
- 1997: Komatsu Art Space, Tokyo; Pretoria Art Museum, Pretoria; Galerie Cora Hölzl, Düsseldorf
- 1998: Fundação Calouste Gulbenkian, Lissabon; Galerie Grita Insam, Wien
- 1999: Belvedere, Wien; Museum auf Abruf, Wien; Georg Kargl, Wien; The Austrian Cultural Institute, London
- 2001: National Museum of Art, Osaka; Sigmund Freud Museum, Wien; Kunsthaus Muerz, Mürzzuschlag
- 2002: Georg Kargl, Wien; Galerie Fotohof, Salzburg; Bernhard Knaus, Mannheim
- 2003: Fotomuseum Winterthur; Neue Galerie Graz; Kunsthalle Krems, Krems; Wynick/Tuck Gallery, Toronto; Sammlung Falckenberg - Phoenix Harburg, Hamburg; Georg Kargl, Wien
- 2004: Georg Kargl, Wien; Galerie Bernhard Knaus, Mannheim; Neue Galerie, Graz; Museum Moderner Kunst Stiftung Wörlen, Passau
- 2005: Museum Moderner Kunst Stiftung Ludwig Wien; O.K. Centrum für Gegenwartskunst, Linz
- 2011: Inés Lombardi. Past Present – Close and Distant, Wiener Secession
- 2012: Belvedere, Wien
- 2015: Retroprospective / Inès Lombardi, Kunsthalle Krems

## Preise
- 2005: Preis der Stadt Wien für Bildende Kunst
- 2013: Österreichischer Kunstpreis für Künstlerische Fotografie[3]

Für ihre künstlerische Tätigkeit erhielt Inés Lombardi mehrere Förderungspreise.